# Cléopâtre Darleux
Cléopâtre Darleux (n. 1 iulie 1989, în Mulhouse) este o handbalistă franceză care joacă pentru clubul Brest Bretagne Handball și echipa națională a Franței. Handbalista a făcut parte din echipele Franței care au câștigat medalii de argint la Campionatele Mondiale din 2009 și 2011 și medalia de aur la Campionatul Mondial din 2017.

## Palmares

### Club
- Cupa Cupelor EHF:
  -  Câștigătoare: 2014

- Campionatul Franței:
  -  Câștigătoare: 2011, 2012
  - Finalistă: 2017

- Cupa Franței:
  -  Câștigătoare: 2010

- Cupa Ligii Franței:
  -  Câștigătoare: 2010, 2011, 2012

- Campionatul Danemarcei:
  - Câștigătoare: 2014

- Cupa Danemarcei:
  -  Câștigătoare: 2013, 2014

### Echipa națională
Cléopâtre Darleux a debutat la echipa națională a Franței în octombrie 2008, într-un meci împotriva Ungariei.
- Campionatul Mondial:
  -  Medalie de aur: 2017
  -  Medalie de argint: 2011
  -  Medalie de argint: 2009

- Campionatul European pentru Junioare:
  -  Medalie de bronz: 2005

## Distincții individuale
- Cel mai bun portar din Liga Franceză de Handbal: 2011–2012;[7]
- Cea mai sexy sportivă a anului în Franța: 2012;[8]